# Hallelujah All the Way Home
Hallelujah All the Way Home es el álbum debut de la banda neozelandésa The Verlaines. Fue lanzado por primera vez en 1985 por Flying Nun Records, y más tarde seria re-lanzado por Homestead Records en 1989.

## Lista de canciones
Todas las canciones fueron escritas por Graeme Downes.
1. "It Was Raining"
2. "All Laid On"
3. "The Lady and the Lizard"
4. "Don't Send me Away"
5. "Lying in State"
6. "Phil Too?"
7. "For the Love of Ash Grey"
8. "The Ballad of Harry Noryb"

## Posición en listas
| Listas (1986)             | Posición más alta |
| ------------------------- | ----------------- |
| New Zealand Albums (RMNZ) | 50                |